# Falkosány
Falkosány (románul: Falcușa) település Romániában, Szilágy megyében.

## Fekvése
Déstől északnyugatra, Blenkemező délkeleti szomszédjában fekvő település.

## Története
Falkosány nevét 1590-ben említették először Falkosan néven, mint Szamosújvár tartozékát.
Mivel neve Szamosújvár tartozékai között 1553-ban még nem szerepelt, valószínűleg 1553 és 1590 között keletkezhetett.
Neve személynévi eredetű, valószínűleg első telepese után kapta, s alapítója vajdája Blenke László , és a Blenke család lehetett, aki 1590 körül Blenke-Polyán vagy Blenkemező határából hasította ki a falu területét.
A hagyomány szerint a Gyál nevű hegytetőn feküdt régen a falu, de vízszűke miatt a 17. század közepe táján jelenlegi helyére költözött.
A keletkezéséről fennmaradt hagyomány szerint a Blenkemezőn lakó Rácz család e helyen tartotta gulyáit és állatait, s az azokat őrző cselédség számára itt építtetett lakóházakat, s a telep házai megszaporodva később faluvá alakult.
1591-ben Báthory Zsigmond a Pólyán határában fekvő Falkusát Tövisi Rácz Péternek adományozta, az iránta a törökkel szemben kifejtett hűségéért és vitézségéért.
1602-ben néhai Rácz Péter fia Ádám végrendeletében utód nélküli halála esetére mostohaapjára Bálintitt Jánosra és anyjára Logofét Szafinára hagyta.
1603-ban a falu Mihály vajda és Basta dúlásai miatt teljesen elpusztult.
1682-ben I. Apafi Mihály Rácz Istvánt itteni birtokrészében megerősítette.
1786-ban özvegy Rácz Antalné, 1811-ben Rácz Antal birtoka volt.
1821-ben galgói Rácz család tagjainak és Ujfalvi Samunak birtoka volt.
1831-ben 117 görögkatolikus lakosa volt, 1857-ben 186 görögkeleti oláh lakosa volt.
1891-ben 293 lakosából 16 görögkatolikus, 277 görögkeleti volt.
A 20. század elején Szolnok-Doboka vármegye Nagyilondai járásához tartozott.
1910-ben 319 lakosa volt, ebből 6 német, 309 román,   melyből 313 ortodox, 6 izraelita volt.

## Népviselet, népszokások
Az 1750 évi hivatalos összeírás szerint az oláhok lakta hegyek közti falu határa egészen terméktelen volt, lakói baromfitenyésztésből éltek, melyeket a másfél mérföldre fekvő Dés és más szomszédos városok piacain adtak el.
Hegyes határában erdélyi fajta szarvasmarhát, rackajuhot és kevés mangalica disznót tartottak. Rossz talaja és a hideg éghajlata miatt csak a besztercei szilva termett meg.
Házaikat és gazdasági épületeiket közönséges erdei boronából építették, és szalmával fedték. Házi bútorzatuk egy-egy lóca volt.
Ruházatukat gyapjúból és kenderből házilag állították elő: mellrevaló, fehér condra, gyapjú harisnya, bocskor, báránybőr kucsma és szalmakalap volt öltözetük.